# Tipula (Bellardina) fuscolimbata
Tipula (Bellardina) fuscolimbata is een tweevleugelige uit de familie langpootmuggen (Tipulidae). De soort komt voor in het Neotropisch gebied.